# Salima (Vorname)
Salima (arabisch سليمة, DMG Salīma) ist ein arabischer weiblicher Vorname. Das männliche Pendant ist Salīm.

## Namensträgerinnen
- Salima Elouali Alami (* 1983), marokkanische Hindernis- und Langstreckenläuferin
- Salima Ghezali (* 1958), algerische Journalistin und Menschenrechtsaktivistin
- Salima Ikram (* 1965), pakistanische Archäologin